# Александер Сіммельхак
Александер Іллум Сіммельхак (дан. Alexander Illum Simmelhack, нар. 11 листопада 2005, Роскілле, Данія) — данський футболіст, нападник клубу «Сількеборг».

## Ігрова кар'єра

### Клубна
Александер Сіммельхак почав займатися футболом у своєму рідному місті Роскілле. У 2023/24 роках футболіст проходив стажування в клубній академії італійського «Мілана».
В серпні 2024 року сіммельхак повернувся до Данії, де підписав контракт до 2027 року з клубом Суперліги «Сількеборг». 25 серпня у матчі проти «Вайле» нападник дебютував у новій команді і через шість хвилин відзначився забитим голом.

### Збірна
З 2022 року Александер Сіммельхак почав свої виступи в складі юнацьких збірних Данії.

## Досягнення
Сількеборг
- Фіналіст Кубка Данії: 2024/25